# Martin Häusler (Fotograf)

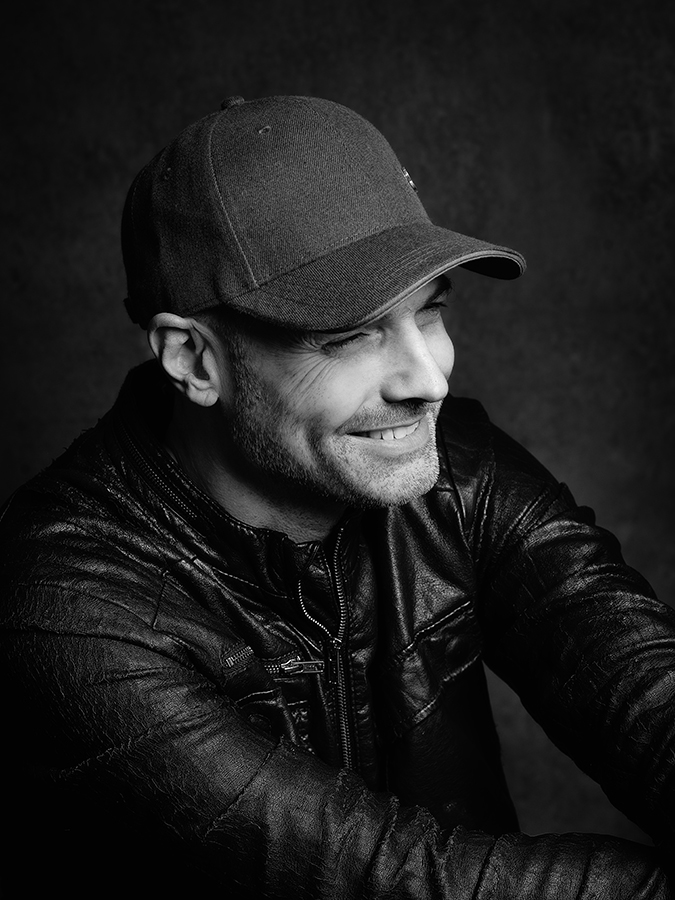
Martin Häusler 2016

Martin Häusler (* 24. Januar 1971 in Heidelberg) ist ein deutscher Fotograf, Regisseur von Musikvideos und Art-Direktor. In den USA und im englischsprachigen Ausland nutzt er für Veröffentlichungen seiner Arbeiten die angepasste Schreibweise seines Namens Martin Hausler.

## Leben
Häusler begann in den 1990er Jahren als autodidaktischer Designer seine Karriere und entwarf in den Folgejahren als Art-Direktor u. a. Bücher und Kalender für die Rolling Stones, Backstreet Boys oder N’Sync und viele weitere Künstler (Spice Girls, Echt, Modern Talking, Aqua, Bed & Breakfast etc.).
Ab 2000 hat Häusler sein kreatives Spektrum erweitert und begann mit der Arbeit als Regisseur für Musikvideos von Rock-Bands wie Tito & Tarantula, Helloween, Krokus und Gotthard sowie Pop-Acts wie Sweetbox und weiteren. Er drehte Musik-Dokumentationen z. B. über die US-amerikanische Schauspielerin und Pop-Sängerin Hilary Duff, mit der er viele Jahre eine Zusammenarbeit betrieb und auch mehrere CD-Covers für sie entwarf.
Über die Arbeit als Regisseur und Art-Direktor kam Häusler zu Kontakten im US-amerikanischen Markt und erweiterte erneut sein Betätigungsfeld, diesmal zur Fotografie, was Häusler dazu veranlasste seit 2004 hauptsächlich als Fotograf tätig zu sein. Er arbeitet viel in Los Angeles, wo er seit 2008 seinen Zweitwohnsitz hat, pendelt aber regelmäßig zwischen den USA und Deutschland.
Als Fotograf bekannt wurde Häusler seitdem vor allem für seine Porträts von Musikern wie Meat Loaf, Lemmy Kilmister von Motörhead, Brian May, oder auch Schauspielern wie Terry Crews, Danny Trejo oder Uwe Ochsenknecht, Models wie Olivia Palermo und Johannes Hübel, von den Popstars Britney Spears und Jessica Sutta von den Pussycat Dolls sowie Musikacts wie Bon Jovi, Queen, Nikka Costa, Alex (Max) Band, Eva Simons, R5, Kitty Kat, Helloween, Gotthard oder Slayer. Seine Bilder werden in CD-Artworks, Büchern, Kalendern sowie Magazinen und weiteren PR-Medien veröffentlicht. Häusler arbeitet auch mit Kunden aus Werbung und Sport.
Im Juni 2011 hat Häusler für die Mode- und Lifestyle-Zeitschrift Grazia anlässlich des Openings der Berlin Fashion Week mit einem selbst entwickelten 3D-Lichtfeld-Kamerasystem (Plenoptische Kamera) Models in 3D in Lebensgröße fotografiert; die Bilder können ohne 3D-Brillen betrachtet werden. Über seine Entwicklungen in der 3D-Fotografie hat Häusler Vorträge bei Adobe Inc. in San Jose oder beim Pasadena Art Center College of Design gehalten, des Weiteren wurde in Zeitschriften wie Page und Photographie darüber berichtet und Adobe zeigte seine Arbeiten im Rahmen des PhotoshopAndYou-Events 2011 in San Francisco.
Im Frühjahr 2014 hat Häusler seine erste Foto-Ausstellung unter seinem Namen in Deutschland gezeigt: Zu Gunsten der Peter Maffay Stiftung präsentierte er in Heidelberg sein bisheriges fotografisches Schaffen und fotografierte hierfür auch Porträts deutscher Künstler wie Bülent Ceylan, Kaya Yanar und Doro Pesch sowie deutscher Schauspieler wie Andreas Hoppe und Manou Lubowski sowie die internationalen Musiker Lordi aus Finnland und Brian May, Gitarrist der Band Queen. Beim Eröffnungsabend der Ausstellung traten u. a. auch der Sänger der Band Toto, Bobby Kimball, sowie die Sängerin Doro Pesch auf.
Im Dezember 2014 inszenierte die Substrate FineArt Gallery in Los Angeles zusammen mit Häusler die Ausstellung L.A. ICONIC’S, welche Fotografien Häuslers mit vorwiegend US-amerikanischen Künstlern sowie sein gesammeltes fotografisches Schaffen der letzten Jahre in Los Angeles zeigte. Prominente wie Terry Crews, Meat Loaf, R5, Motörhead und viele weitere unterstützten Häusler bei diesem Projekt.
Im September und Oktober 2016 hat Häusler das Ausstellungsprojekt „The Martin Häusler Sanctum Soho Photography Takeover“ in London gezeigt. Hierfür hat Häusler ein Boutique-Hotel in der Innenstadt Londons mit seinen Musiker- und Schauspielerporträts vorübergehend in eine Galerie umgestaltet.
Im Mai 2018 hat Häusler das Ausstellungsprojekt Cuban Beauty zum ersten Mal gezeigt und einen gleichnamigen Foto-Bildband veröffentlicht. Es ist das erste Ausstellungsprojekt, in dem Häusler keine berühmten Persönlichkeiten zeigt, sondern Porträts junger kubanischer Models, die er an verschiedenen Orten der Insel inszeniert und fotografiert hat.
Häusler ist Teil der US-TV-Reality-Serie Livin’ Lozada, welche ab Juli 2015 auf OWN TV erstausgestrahlt wurde. Er ist in mehreren Folgen als Fotograf der Serien-Stars Evelyn Lozada und ihrer Tochter Shaniece Hairston zu sehen. Die Serie spielt an diversen Drehorten in Los Angeles, USA.
Häusler realisiert neben seiner Arbeit als Fotograf auch Projekte als Regisseur für Musikvideos oder Werbeclips und als Art-Direktor bzw. Designer. Er entwarf 2016 die digitalen Bühnenbilder für Tabaluga „Es lebe die Freundschaft“ und 2017 die Show-Visuals für die „Crazy World Tour“ der Scorpions sowie für die „Peter Maffay MTV Unplugged Tour 2018“ von Peter Maffay und die „Live 2019/2020“ Tour sowie die "2022 Udopium Live" Tour von Udo Lindenberg.

## Ausstellungen (Auswahl)
- 2011 – Berlin, 3D-Lifesize-Fotografien, Berlin-Fashion-Week
- 2011 – San Francisco: 3D-Works, Photoshop And You[23]
- 2014 – Heidelberg: Martin Häusler Fotografien, Alte Weinfabrik[24][25]
- 2014 – Los Angeles: L.A. ICONIC’S, Substrate FineArt Gallery[26]
- 2015 – Stuttgart: I'M A ROCKER, Rock Star Photo Gallery[27][28][29][30]
- 2016 – London: The Martin Häusler Sanctum Soho Photography Takeover[31][32]
- 2018 – Heidelberg: CUBAN BEAUTY, Altes Hallenbad (Heidelberg)[33][34][35][21]

## Bildbände
- 2018 – Cuban Beauty, ISBN 978-3-00-059260-7, im Verzeichnis der Deutschen Nationalbibliothek[20]